# Ronda de Brno da Fórmula Dois em 2009
A ronda em Brno foi o segundo evento do Campeonato de Fórmula Dois da FIA em 2009. Nesta ronda, o campeonato acompanhou o campeonato WTCC. A primeira corrida foi ganha pelo italiano Mirko Bortolotti, enquanto que a 2ª corrida foi ganha pelo espanhol Andy Soucek.

## Resultados

### Qualificação 1[1]
| Pos | Piloto                  | Tempo     |
| --- | ----------------------- | --------- |
| 1   | Nicola de Marco         | 2m03.484s |
| 2   | Mirko Bortolotti        | 2m03.651s |
| 3   | Henri Karjalainen       | 2m03.667s |
| 4   | Mikhail Aleshin         | 2m03.855s |
| 5   | Philipp Eng             | 2m03.892s |
| 6   | Edoardo Piscopo         | 2m04.251s |
| 7   | Carlos Iaconelli        | 2m04.367s |
| 8   | Tobias Hegewald         | 2m04.389  |
| 9   | Andy Soucek             | 2m04.720s |
| 10  | Robert Wickens          | 2m05.109s |
| 11  | Julien Jousse           | 2m05.264s |
| 12  | Miloš Pavlović          | 2m05.431s |
| 13  | Tom Gladdis             | 2m05.468s |
| 14  | Kazimieras Vasiliauskas | 2m05.722s |
| 15  | Henry Surtees           | 2m05.835s |
| 16  | Jolyon Palmer           | 2m06.048s |
| 17  | Jack Clarke             | 2m06.110s |
| 18  | Sebastian Hohenthal     | 2m06.597s |
| 19  | Armaan Ebrahim          | 2m08.272s |
| 20  | Germán Sánchez          | 2m08.495s |
| 21  | Pietro Gandolfi         | 2m09.253s |
| 22  | Jason Moore             | 2m09.709s |
| 23  | Alex Brundle            | 2m09.763s |
| 24  | Jens Höing              | 2m13.190s |
| 25  | Natacha Gachnang        | 2m13.784s |

### Qualificação 2[2]
| Pos | Piloto                  | Tempo     |
| --- | ----------------------- | --------- |
| 1   | Henry Surtees           | 1m48.006s |
| 2   | Mikhail Aleshin         | 1m48.151s |
| 3   | Mirko Bortolotti        | 1m48.168s |
| 4   | Nicola de Marco         | 1m48.170s |
| 5   | Julien Jousse           | 1m48.286s |
| 6   | Andy Soucek             | 1:48.332s |
| 7   | Miloš Pavlović          | 1m48.392s |
| 8   | Edoardo Piscopo         | 1m48.501s |
| 9   | Robert Wickens          | 1m48.506s |
| 10  | Henri Karjalainen       | 1:48.622s |
| 11  | Carlos Iaconelli        | 1m48.644s |
| 12  | Tobias Hegewald         | 1m48.717s |
| 13  | Philipp Eng             | 1m48.778s |
| 14  | Tom Gladdis             | 1m48.838s |
| 15  | Alex Brundle            | 1m48.896s |
| 16  | Germán Sánchez          | 1m48.909s |
| 17  | Armaan Ebrahim          | 1m48.959s |
| 18  | Kazimieras Vasiliauskas | 1m49.229s |
| 19  | Sebastian Hohenthal     | 1m49.907s |
| 20  | Jack Clarke             | 1m50.099s |
| 21  | Natacha Gachnang        | 1m50.237s |
| 22  | Jolyon Palmer           | 1m50.265s |
| 23  | Jens Höing              | 1m50.870s |
| 24  | Pietro Gandolfi         | 1m50.912s |
| 25  | Jason Moore             | 1m51.189s |

### Corrida 1[3]
| 1                                                                  | Mirko Bortolotti        | 22 | 42m32.103s | 2  | 10 |
| 2                                                                  | Mikhail Aleshin         | 22 | +4.675s    | 4  | 8  |
| 3                                                                  | Philipp Eng             | 22 | +12.330s   | 5  | 6  |
| 4                                                                  | Henri Karjalainen       | 22 | +12.613s   | 3  | 5  |
| 5                                                                  | Julien Jousse           | 22 | +17.391s   | 11 | 4  |
| 6                                                                  | Armaan Ebrahim          | 22 | +26.071s   |    | 3  |
| 7                                                                  | Edoardo Piscopo         | 22 | +26.355s   | 19 | 2  |
| 8                                                                  | Tom Gladdis             | 22 | +34.055s   | 13 | 1  |
| 9                                                                  | Robert Wickens          | 22 | +35.109s   | 10 | 0  |
| 10                                                                 | Jolyon Palmer           | 22 | +39.883s   | 16 | 0  |
| 11                                                                 | Alex Brundle            | 22 | +40.332s   | 23 | 0  |
| 12                                                                 | Nicola de Marco         | 22 | +41.372s   | 1  | 0  |
| 13                                                                 | Jason Moore             | 22 | +43.459s   | 22 | 0  |
| 14                                                                 | Tobias Hegewald         | 22 | +49.167s   | 8  | 0  |
| 15                                                                 | Natacha Gachnang        | 22 | +58.522s   | 25 | 0  |
| 16                                                                 | Germán Sánchez          | 21 | + 1 volta  | 20 | 0  |
| 17                                                                 | Andy Soucek             | 21 | + 1 volta  | 9  | 0  |
| 18 (Ret)                                                           | Carlos Iaconelli        | 14 | DNF        | 7  | 0  |
| 19 (Ret)                                                           | Jens Höing              | 11 | DNF        | 24 | 0  |
| 20 (Ret)                                                           | Miloš Pavlović          | 9  | DNF        | 12 | 0  |
| 21 (Ret)                                                           | Kazimieras Vasiliauskas | 5  | DNF        | 14 | 0  |
| 22 (Ret)                                                           | Pietro Gandolfi         | 2  | DNF        | 21 | 0  |
| 23 (Ret)                                                           | Sebastian Hohenthal     | 0  | DNF        | 18 | 0  |
| 24 (Ret)                                                           | Henry Surtees           | 0  | DNF        | 15 | 0  |
| 25 (Ret)                                                           | Jack Clarke             | 0  | DNF        | 17 | 0  |
| Volta mais rápida: Robert Wickens 1:49.747 (177.23kph) na volta 22 |                         |    |            |    |    |

Nota: DNS: Não começou a corrida; DNF: Não acabou a corrida

### Corrida 2[5]
| 1                                                                   | Andy Soucek             | 14 | 30m43.788s | 6  | 10 |
| 2                                                                   | Julien Jousse           | 14 | +2.165s    | 5  | 8  |
| 3                                                                   | Nicola de Marco         | 14 | +7.075s    | 4  | 6  |
| 4                                                                   | Edoardo Piscopo         | 14 | +10.044s   | 8  | 5  |
| 5                                                                   | Miloš Pavlović          | 14 | +11.498s   | 7  | 4  |
| 6                                                                   | Armaan Ebrahim          | 14 | +14.462s   | 17 | 3  |
| 7                                                                   | Tobias Hegewald         | 14 | +18.198s   | 12 | 2  |
| 8                                                                   | Kazimieras Vasiliauskas | 14 | +18.864s   | 8  | 1  |
| 9                                                                   | Philipp Eng             | 14 | +19.477s   | 13 | 0  |
| 10                                                                  | Tom Gladdis             | 14 | +20.725s   | 14 | 0  |
| 11                                                                  | Jason Moore             | 14 | +26.764s   | 25 | 0  |
| 12                                                                  | Sebastian Hohenthal     | 14 | +28.067s   | 19 | 0  |
| 13                                                                  | Jens Höing              | 14 | +38.498s   | 23 | 0  |
| 14                                                                  | Jolyon Palmer           | 14 | +56.838s   | 22 | 0  |
| 15                                                                  | Jack Clarke             | 14 | +58.400s   | 20 | 0  |
| 16                                                                  | Henri Karjalainen       | 13 | +1 volta   | 10 | 0  |
| 17 (Ret)                                                            | Natacha Gachnang        | 10 | DNF        | 21 | 0  |
| 18 (Ret)                                                            | Mirko Bortolotti        | 6  | DNF        | 3  | 0  |
| 19 (Ret)                                                            | Robert Wickens          | 2  | DNF        | 9  | 0  |
| 20 (Ret)                                                            | Henry Surtees           | 0  | DNF        | 1  | 0  |
| 21 (Ret)                                                            | Mikhail Aleshin         | 0  | DNF        | 2  | 0  |
| 22 (Ret)                                                            | Carlos Iaconelli        | 0  | DNF        | 11 | 0  |
| 23 (Ret)                                                            | Alex Brundle            | 0  | DNF        | 15 | 0  |
| 24 (Ret)                                                            | Germán Sánchez          | 0  | DNF        | 16 | 0  |
| 25 (Ret)                                                            | Pietro Gandolfi         | 0  | DNF        | 24 | 0  |
| Volta mais rápida: Nicola de Marco 1:50.011 (176.80kph) na volta 10 |                         |    |            |    |    |

Nota: DNS: Não começou a corrida; DNF: Não acabou a corrida

## Tabela do campeonato após a ronda
Observe que somente as cinco primeiras posições estão incluídas na tabela.
Tabela do campeonato de pilotos
| Pos | Var     | Piloto           | Pontos |
| --- | ------- | ---------------- | ------ |
| 1   | Aumento | Mirko Bortolotti | 21     |
| 2   | Baixa   | Robert Wickens   | 20     |
| 3   | Aumento | Julien Jousse    | 16     |
| 4   | Estável | Mikhail Aleshin  | 16     |
| 5   | Aumento | Andy Soucek      | 15     |